# L'ultima tempesta (film 1991)
L'ultima tempesta (Prospero's Books) è un film del 1991 diretto da Peter Greenaway, tratto dall'opera La tempesta di William Shakespeare.

## Trama
Si tratta di un racconto complesso sulla base della Tempesta di William Shakespeare. Miranda, la figlia di Prospero, un mago esiliato, si innamora di Ferdinando, il figlio del suo nemico; mentre il folletto dello stregone, Ariel, lo convince ad abbandonare la vendetta contro i traditori della sua vita precedente. Nel film, Prospero rappresenta Shakespeare stesso, ed è visto scrivere e raccontare l'azione della storia come si svolge.

## Critica
L'opera sperimenta l'utilizzo di inserti video in alta definizione ed effetti grafici e cromatici (realizzati con il sistema Paintbox della Quantel) per animare i 24 libri di Prospero, che rappresentano i campi del sapere umano. Il film combina anche diverse espressioni artistiche quali il mimo, la danza, l'opera e la pittura, in un approccio compositivo in cui i personaggi e le azioni risultano stratificati in diversi livelli di significazione. Questi giochi complessi di lettura segnano l'inizio della cosiddetta fase del "cinema neo-barocco" del regista gallese.

## Premi e riconoscimenti
Il film è stato presentato fuori concorso al 44º Festival di Cannes.